# Список историко-культурных заповедников Украины
| №                         | Название заповедника                                                                  | Адрес                                                                       | Образован  |
| ------------------------- | ------------------------------------------------------------------------------------- | --------------------------------------------------------------------------- | ---------- |
| Киев                      |                                                                                       |                                                                             |            |
| 1                         | Национальный заповедник «София Киевская»                                              | ул. Владимирская, 24                                                        | 27.03.1944 |
| 2                         | Национальный Киево-Печерский историко-культурный заповедник                           | ул. Лаврская, 21                                                            | 29.09.1926 |
| 3                         | Государственный историко-архитектурный заповедник «Древний Киев»                      | Андреевский спуск, 5                                                        | 18.05.1987 |
| 4                         | Государственный историко-мемориальный Лукьяновский заповедник                         | ул. Дорогожицкая, 7                                                         | 01.07.1994 |
| 5                         | Национальный историко-мемориальный заповедник «Быковнянские могилы»                   | территория бывшего селa Быковня                                             | 22.05.2001 |
| Севастополь               |                                                                                       |                                                                             |            |
| 6                         | Национальный заповедник «Херсонес Таврический»                                        | ул. Древняя, 1                                                              | 08.02.1994 |
| Республика Крым           |                                                                                       |                                                                             |            |
| 7                         | Керченский историко-культурный заповедник в г. Керчь                                  | г. Керчь, ул. Свердлова, 7 (ул. Айвазовского, 5)                            | 05.03.1987 |
| 8                         | Государственный историко-культурный заповедник в г. Бахчисарай                        | г. Бахчисарай ул. Речная, 133                                               | 08.09.1990 |
| 9                         | Алупкинский государственный дворцово-парковый заповедник                              | г. Алупка Дворцовое шоссе, 10                                               | 08.09.1990 |
| 10                        | Государственный архитектурно-исторический заповедник «Судакская крепость»             | г. Судак                                                                    | 1928       |
| 11                        | Республиканский историко-археологический заповедник «Калос Лимен»                     | пгт Черноморское                                                            |            |
| 12                        | Историко-культурный заповедник «Старый Крым»                                          | Кировский район, г. Старый Крым                                             |            |
| Винницкая область         |                                                                                       |                                                                             |            |
| 13                        | Государственный историко-культурный заповедник «Буша»                                 | с. Буша Ямпольский район                                                    | 18.08.2000 |
| Волынская область         |                                                                                       |                                                                             |            |
| 14                        | Луцкий историко-культурный заповедник                                                 | г. Луцк, ул. Драгоманова, 23                                                | 26.03.1985 |
| 15                        | Государственный историко-культурный заповедник «Владимир»                             | г. Владимир-Волынский                                                       | 17.11.2001 |
| Донецкая область          |                                                                                       |                                                                             |            |
| 16                        | Государственный историко-архитектурный заповедник в г. Святогорске                    | 84130, Украина, Донецкая область, г. Святогорск, ул. Заречная 3, корпус 20. | 27.05.1980 |
| Запорожская область       |                                                                                       |                                                                             |            |
| 17                        | Национальный заповедник «Хортица»                                                     | г. Запорожье, о. Хортица                                                    | 18.09.1965 |
| 18                        | Государственный историко-археологический заповедник «Каменная Могила»                 | Мелитопольский район, с. Терпенье                                           | 07.07.1954 |
| 19                        | Историко-архитектурный музей-заповедник «Усадьба Попова» в Васильевке                 | г. Васильевка                                                               | 29.01.1993 |
| Ивано-Франковская область |                                                                                       |                                                                             |            |
| 20                        | Национальный заповедник «Давний Галич»                                                | Галицкий район, с. Крылос, г. Галич, ул. И.Франка, 1                        | 08.02.1994 |
| Киевская область          |                                                                                       |                                                                             |            |
| 21                        | Национальный заповедник «Переяслав»                                                   | г. Переяслав, ул. Т.Шевченка, 8                                             | 13.03.1979 |
| 22                        | Государственный историко-культурный заповедник в г. Вышгороде                         | г. Вышгород, ул. Школьная, 58                                               | 06.07.1994 |
| 23                        | Государственный музей-заповедник «Битва за Киев в 1943 году»                          | Вышгородский район, с. Новые Петровцы                                       | 12.03.1996 |
| Кировоградская область    |                                                                                       |                                                                             |            |
| 24                        | Государственный музей-заповедник И.Карпенка-Карого (Тобилевича) «Хутор Надия»         | Кировоградский район, с. Николаевка                                         | 01.08.1956 |
| Львовская область         |                                                                                       |                                                                             |            |
| 25                        | Государственный историко-архитектурный заповедник в г. Львове                         | г. Львов, ул. Валовая, 20                                                   | 12.06.1975 |
| 26                        | Государственный историко-архитектурный заповедник в г. Жолква                         | г. Жолква                                                                   | 10.08.1994 |
| 27                        | Государственный историко-культурный заповедник в г. Белз                              | г. Белз                                                                     | 13.12.2001 |
| 28                        | Государственный музей-заповедник «Олесский замок»                                     | Бузский район, пгт Олесько                                                  | 19.01.1989 |
| 29                        | Государственный историко-культурный заповедник «Тустань»                              | Сколевский район, с. Урич                                                   | 05.10.1994 |
| 30                        | Государственный историко-культурный заповедник «Нагуевичи»                            | Дрогобычский район, с. Нагуевичи                                            | 10.03.1994 |
| 31                        | Историко-культурный заповедник «Лычаковское кладбище»                                 | г. Львов, ул. Личаковская                                                   |            |
| 32                        | Музей-заповедник «Золочевский замок»                                                  | г. Золочев                                                                  |            |
| Николаевская область      |                                                                                       |                                                                             |            |
| 33                        | Историко-археологический заповедник «Ольвия»                                          | Очаковский район, с. Парутино                                               | 31.05.1926 |
| Полтавская область        |                                                                                       |                                                                             |            |
| 34                        | Национальный музей-заповедник украинского гончарства в пгт Опишни                     | Зиньковский район, пгт Опишня                                               | 03.11.1989 |
| 35                        | Государственный историко-культурный заповедник «Поле Полтавской битвы»                | г. Полтава, ул. Шведская могила, 32                                         | 31.03.1981 |
| 36                        | Государственный музей-заповедник Н. В. Гоголя                                         | Шишацький район, с. Гоголевое                                               | 17.07.1979 |
| Ровенская область         |                                                                                       |                                                                             |            |
| 37                        | Национальный историко-мемориальный заповедник «Поле Берестецкой битвы»                | Радивиловский район, с. Пляшева                                             | 12.06.1991 |
| 38                        | Государственный историко-культурный заповедник в г. Остроге                           | г. Острог, ул. Академическая, 5                                             | 11.08.1981 |
| 39                        | Государственный историко-культурный заповедник в г. Дубно                             | г. Дубно, ул. Замковая, 7                                                   | 14.06.1993 |
| Сумская область           |                                                                                       |                                                                             |            |
| 40                        | Глуховский государственный историко-культурный заповедник                             | г. Глухов, ул. Шевченко, 30                                                 | 08.02.1994 |
| 41                        | Путивльский государственный историко-культурный заповедник                            | г. Путивль, ул. Кролевецкая, 60                                             | 30.12.1986 |
| Тернопольская область     |                                                                                       |                                                                             |            |
| 42                        | Государственный историко-архитектурный заповедник в г. Збараж                         | г. Збараж                                                                   | 08.02.1994 |
| 43                        | Кременецко-Почаевский Государственный историко-архитектурный заповедник в г. Кременец | г. Кременец                                                                 | 29.05.2001 |
| 44                        | Государственный историко-архитектурный заповедник в г. Бережаны                       | г. Бережаны                                                                 | 17.11.2001 |
| Харьковская область       |                                                                                       |                                                                             |            |
| 45                        | Историко-археологический музей-заповедник «Верхний Салтов»                            | Вовчанский район, с. Верхний Салтов                                         |            |
| 46                        | Чугуевский историко-культурный заповедник им. И. Репина                               | г. Чугуев                                                                   |            |
| Хмельницкая область       |                                                                                       |                                                                             |            |
| 47                        | Национальный историко-архитектурный заповедник «Каменец»                              | г. Каменец-Подольский, ул. Татарская, 20                                    | 18.05.1977 |
| 48                        | Государственный историко-культурный заповедник «Самчики»                              | Староконстантиновский район, с. Самчики                                     | 05.08.1997 |
| 49                        | Государственный историко-культурный заповедник Межибож                                | Летичивский район, пгт Меджибож                                             | 27.12.2001 |
| Черкасская область        |                                                                                       |                                                                             |            |
| 50                        | Национальный историко-культурный заповедник «Чигирин»                                 | г. Чигирин, ул. Грушевского, 26                                             | 07.03.1989 |
| 51                        | Шевченковський Национальный заповедник в Каневе                                       | г. Канев, Тарасова гора                                                     | 20.08.1925 |
| 52                        | Государственный историко-культурный заповедник «Родина Тараса Шевченка»               | Звенигородский район, с. Шевченковое, ул. Петровского, 3                    | 25.03.1992 |
| 53                        | Государственный историко-культурный заповедник «Трахтемиров»                          | Каневский район, с. Григоровка                                              | 01.07.1994 |
| 54                        | Государственный историко-культурный заповедник в г. Корсунь-Шевченковский             | г. Корсунь-Шевченковский, остров Коцюбинского, 4                            | 08.02.1994 |
| 55                        | Государственный историко-культурный заповедник в г. Каменка                           | г. Каменка, ул. Героев Майдана, 42                                          | 21.07.1995 |
| Черновицкая область       |                                                                                       |                                                                             |            |
| 56                        | Государственный историко-архитектурный заповедник «Хотинская крепость»                | г. Хотин                                                                    | 12.10.2000 |
| Черниговская область      |                                                                                       |                                                                             |            |
| 57                        | Национальный архитектурно-исторический заповедник «Чернигов древний»                  | г. Чернигов, ул. Преображенская, 1                                          | 22.06.1978 |
| 58                        | Усадьба Качановка                                                                     | Ичнянский район, село Качановка                                             | 24.11.1981 |
| 59                        | Государственный историко-культурный заповедник «Гетьманская столица»                  | Бахмачский район, пгт Батурин, ул. Гетманская, 70                           | 14.06.1993 |
| 60                        | Государственный историко-культурный музей-заповедник «Слово о полку Игореве»          | г. Новгород-Северский, ул. Пушкина, 1                                       | 22.06.1978 |